# PSI Factor
PSI Factor (Psi Factor: Chronicles of the Paranormal) è una serie televisiva canadese del 1996. In Italia venne trasmessa nel luglio 1998 su Italia 1.
Il genere filmico è tra il cronismo e l'investigazione di casi paranormali; il nome della serie potrebbe essere tradotto con il fattore parapsicologico. Tutte le puntate trattano di fatti inspiegabili che avvengono in natura, leggende metropolitane e casi al limite della fantascienza dovuti a capacità extrasensoriali ESP di alcuni individui.
Personaggio principale, oltre che coautore del telefilm e narratore, è l'attore Dan Aykroyd.

## Episodi
| Stagione         | Episodi | Prima TV Canada | Prima TV Italia |
| ---------------- | ------- | --------------- | --------------- |
| Prima stagione   | 22      | 1996-1997       |                 |
| Seconda stagione | 22      | 1997-1998       |                 |
| Terza stagione   | 22      | 1998-1999       |                 |
| Quarta stagione  | 22      | 1999-2000       |                 |